# Centro de Voleibol de Kazán
El Centro de Voleibol de San Petersburgo, más conocido como Centro de Voleibol de Kazán (en ruso: Центр волейбола «Санкт-Петербург») es una recinto cubierto especializado en voleibol en Kazán, Tatarstán, Rusia. Inaugurado en mayo de 2010. Su construcción costó 790 millones de rublos (~ $ 26 mln.). Se utiliza sobre todo para el voleibol y es el escenario principal del club Zenit Kazán VC y WVC Dynamo Kazán. Posee una capacidad para recibir hasta 4.570 personas en el escenario principal y 596 en la sede pequeña. La arena fue uno de los lugares de competición durante la Universiada de 2013.